# Kick the Can
Kick the Can este episodul 86 al serialului american Zona crepusculară. A fost difuzat inițial pe 9 februarie 1962 pe CBS.

## Prezentare

### Introducere
| “ | Sunnyvale Rest, un cămin de bătrâni - un tărâm muribund și un joc pentru copii numit lovește conserva, care va deveni în scurt timp un refugiu pentru un om conștient că va înceta să mai existe în această lume dacă nu scapă în - Zona crepusculară. | ” |

### Intriga
Charles Whitley (Ernest Truex⁠(d)), un pensionar care locuiește în căminul de bătrâni Sunnyvale, este convins că a descoperit secretul tinereții: dacă se comportă asemenea unui tânăr, atunci va deveni tânăr. Cel mai vechi și cel mai bun prieten al său, Ben Conroy (Russell Collins⁠(d)), pe care îl cunoaște încă din copilărie, crede că înnebunește și îl convinge pe supraveghetorul căminului, domnul Cox (John Marley), să ia măsuri. Domnul Cox decide să-l izoleze pe Charles și să-l țină sub observație. Ben încearcă să-l convingă pe Charles să renunțe la planurile sale și să se comporte asemenea celorlalți bătrâni pentru a evita izolarea, însă fără succes. În timp ce pentru Ben îmbătrânirea reprezintă un proces inevitabil al vieții, Charles crede că Ben a îmbătrânit, deoarece se consideră bătrân.
În acea noapte, Charles convinge o parte din membrii căminului să joace împreună lovește conserva⁠(d). Deși este chemat, Ben refuză să li se alăture. Aceștia aprind o petardă și o aruncă pe fereastră pentru a atrage atenția asistentei, în timp ce ies din locuință. În același timp, Ben îl trezește pe domnul Cox. Aceștia ies din cămin, unde găsesc un grup de copii care se joacă lovește conserva, iar Ben îl recunoaște pe Charles, devenit acum tânăr. Îl roagă pe acesta să-l primească printre ei, dar băiatul nu pare să-l cunoască și se îndepărtează în întuneric. Domnul Cox continuă să-i caute pe bătrâni, iar Ben revine în fața căminului Sunnyvale și rămâne acolo singur cu conserva, știind că supraveghetorul poate să-i caute cât dorește, pur și simplu nu-i va găsi niciodată.

### Concluzie
| “ | Sunnyvale Rest, un tărâm muribund al oamenilor antici, care au uitat magia delicată a tinereții. Un tărâm muribund pentru cei care au uitat că copilăria, maturitatea și senectutea sunt încrucișate și nu de sine stătătoare. Un tărâm muribund pentru cei care au rămas înțepeniți în vechile concepții - să viziteze - Zona crepusculară. | ” |

## Distribuție
- Ernest Truex - Charles Whitley
- Barry Truex - fiul lui Charles
- Russell Collins - Ben Conroy
- John Marley - domnul Cox
- Burt Mustin - Carlson
- Earle Hodgins - Agee
- Hank Patterson - Freitag
- Marjorie Bennett - doamna Veri
- Lenore Shanewise - doamna Densley
- Eve McVeagh - asistenta (tura de noapte)
- Anne O'Neal - doamna Wister